# Muerte de Zyanya Figueroa
La muerte de Zyanya Estefanía Figueroa Becerril refiere al fallecimiento sin esclarecer de una médico pediatra en la ciudad de Puebla, Puebla, en México, el 15 de mayo de 2018. El caso cobró notoriedad debido a que fue considerado inicialmente por las autoridades como un suicidio, sin embargo, los familiares de Zyanya Estefanía han solicitado que se investigue como un feminicidio debido a las inconsistencias en la evidencia. En septiembre de 2021, un juez ordenó enmendar la investigación bajo una perspectiva de género.

## Caso
El 16 de mayo de 2018, Zyanya Estefanía Figueroa Becerril, una joven pediatra de 26 años originaria de la Ciudad de México, fue encontrada muerta por ahorcamiento en su departamento en la ciudad de Puebla, junto con una carta de despedida. Zyanya Estefanía era trabajadora del Hospital del Niño Poblano, donde de acuerdo con sus compañeros de trabajo, era víctima de acoso laboral. Con base en el contenido de la carta y entrevistas a personas cercanas a la fallecida, la Fiscalía General del Estado de Puebla consideró el suicidio como principal línea de investigación.
Sin embargo, el 6 de agosto de 2018, los familiares de Zyanya Figueroa cuestionaron la versión del suicidio e interpusieron un recurso legal para que la fiscalía hiciera una reconstrucción de hechos. La familia indicó que la autoridad investigadora actuó de manera negligente, ya que no se resguardó el domicilio donde fue encontrado el cuerpo, ni se solicitaron los vídeos del estacionamiento del fraccionamiento donde vivía. Así mismo, señalaron que aunque la razón de muerte fue por asfixia, hacía falta determinar si alguien más había participado, convirtiendo el caso en un homicidio, por lo que exigieron que se abriera una línea de investigación por feminicidio.
En octubre de 2018, los familiares denunciaron que la carta póstuma, presuntamente hallada por la compañera de casa de Zyanya Figueroa, no correspondía con la letra de la fallecida, según un peritaje grafológico. La familia señaló más irregularidades en la actuación de la fiscalía, como acoso a testigos, mal manejo de muestras de sangre, e incluso manipulación del teléfono móvil de la víctima, ya que el número telefónico de Zyanya se salió de varios grupos de WhatsApp después de la fecha de su muerte.
La investigación de los familiares arrojó más anomalías, como que las heridas en el cuello de Zyanya Figueroa no era producto de una ahorcadura, sino de asfixia por estrangulamiento con instrumento; y que las heridas en las muñecas que presentaba el cuerpo (presuntamente hechas en un intento fallido de suicidio) había sido hechas después de muerta a consecuencia de un arrastre.
En octubre de 2020, un juez desestimó la solicitud de abordar el caso con perspectiva de género, por lo que los familiares interpusieron una demanda de amparo. En diciembre de 2020, María Patricia Becerril Gómez, madre de Zyanya Estefanía, se manifestó en la toma del Congreso del Estado de Puebla, junto con las madres de otras víctimas de feminicidio, para exigir que el Estado realice la investigación pertinente.
El 21 de mayo de 2021, los familiares de Zyanya Figueroa fueron víctimas de represión policial, al ser atacados con gases lacrimógenos mientras se manifestaban en las inmediaciones de la Fiscalía General del Estado de Puebla. La Comisión Nacional de los Derechos Humanos condenó las agresiones y anunció que inició una investigación de oficio acerca de los abusos de las autoridades.
El 28 de septiembre de 2021, un juez de control ordenó rectificar la investigación del caso y pidió conducirla con perspectiva de género para determinar si se trató de un feminicidio.